# NGC 7742

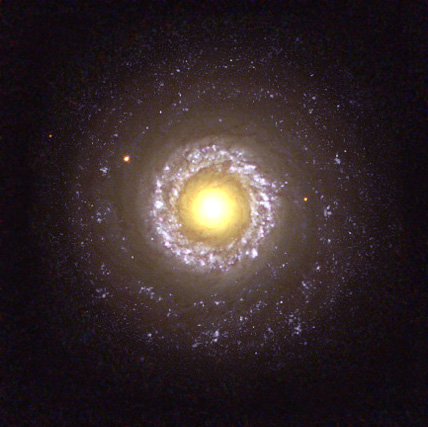
NGC 7742; imagine realizată de Telescopul Spaţial Hubble.

NGC 7742 este o galaxie spirală nebarată din constelația Pegasus.